# Im Dutzend billiger 2 – Zwei Väter drehen durch
Im Dutzend billiger 2 – Zwei Väter drehen durch (Originaltitel: Cheaper by the Dozen 2) ist ein US-amerikanischer Spielfilm von 20th Century Fox aus dem Jahr 2005. Er ist die Fortsetzung von Im Dutzend billiger.

## Handlung
Tom und Kate Baker, Eltern von zwölf Kindern, machen mit dem gesamten Nachwuchs Urlaub an einem See. Um die alten Zeiten wieder aufleben zu lassen, fahren sie alle gemeinsam an den See, an dem sie früher immer ihren Urlaub verbrachten. Unglücklicherweise hat sich dort Toms Erzrivale Jimmy Murtaugh mit seiner Frau Sarina und seinen acht Kindern breitgemacht. Ihm gehört inzwischen fast der ganze See. Die Rivalität zwischen den beiden Vätern wird wieder richtig angeheizt, als sich Sarah Baker und Elliot Murtaugh sowie Charlie Baker und Anne Murtaugh ineinander verlieben. Um ein für alle Mal klarzustellen, wer die bessere Familie ist, lässt sich Tom Baker von Jimmy Murtaugh zur Teilnahme am alljährlichen Familienwettkampf am See überreden. Am Ende des Wettkampfes haben beide Teams jedoch gleich viele Punkte. Um einen Sieger zu ermitteln, wird ein Kanurennen veranstaltet. Während des Rennens setzen bei Nora Baker-McNulty die Wehen ein. Gemeinsam machen sich beide Familien auf ins Krankenhaus, wo Nora ihr Kind zur Welt bringt. Die Rivalität der beiden Väter wird beigelegt und beide beschließen, ihren Kindern mehr Freiheiten zu lassen.

## Kritik
„[…] familienfreundliche, weitgehend vorhersehbare Hollywood-Unterhaltung mit wenigen hübschen Pointen und einigen einfühlsamen Momenten, wenn zwischen zwei Teenagern der verfeindeten Familie erste zarte Liebesbande geknüpft werden.“

„Man kennt diesen Film schon vor dem Kinobesuch. […] Denn nicht eine Sekunde dieses Films ist irgendwie überraschend, neuartig oder auch nur annähernd fantasievoll.“

## Auszeichnungen
2006 wurde der Film für die Goldene Himbeere in der Kategorie Schlechteste Schauspielerin (Hilary Duff) und Schlechtester Nebendarsteller (Eugene Levy) nominiert.
Ebenfalls 2006 wurde der Film für den Young Artist Award in der Kategorie Beste Filmperformance eines jungen Casts für Brent Kinsman, Shane Kinsman, Forrest Landis, Liliana Mumy, Piper Perabo, Kevin Schmidt, Jacob Smith, Alyson Stoner, Blake Woodruff und Morgan York nominiert.